# Wallfahrtskirche Bogenberg

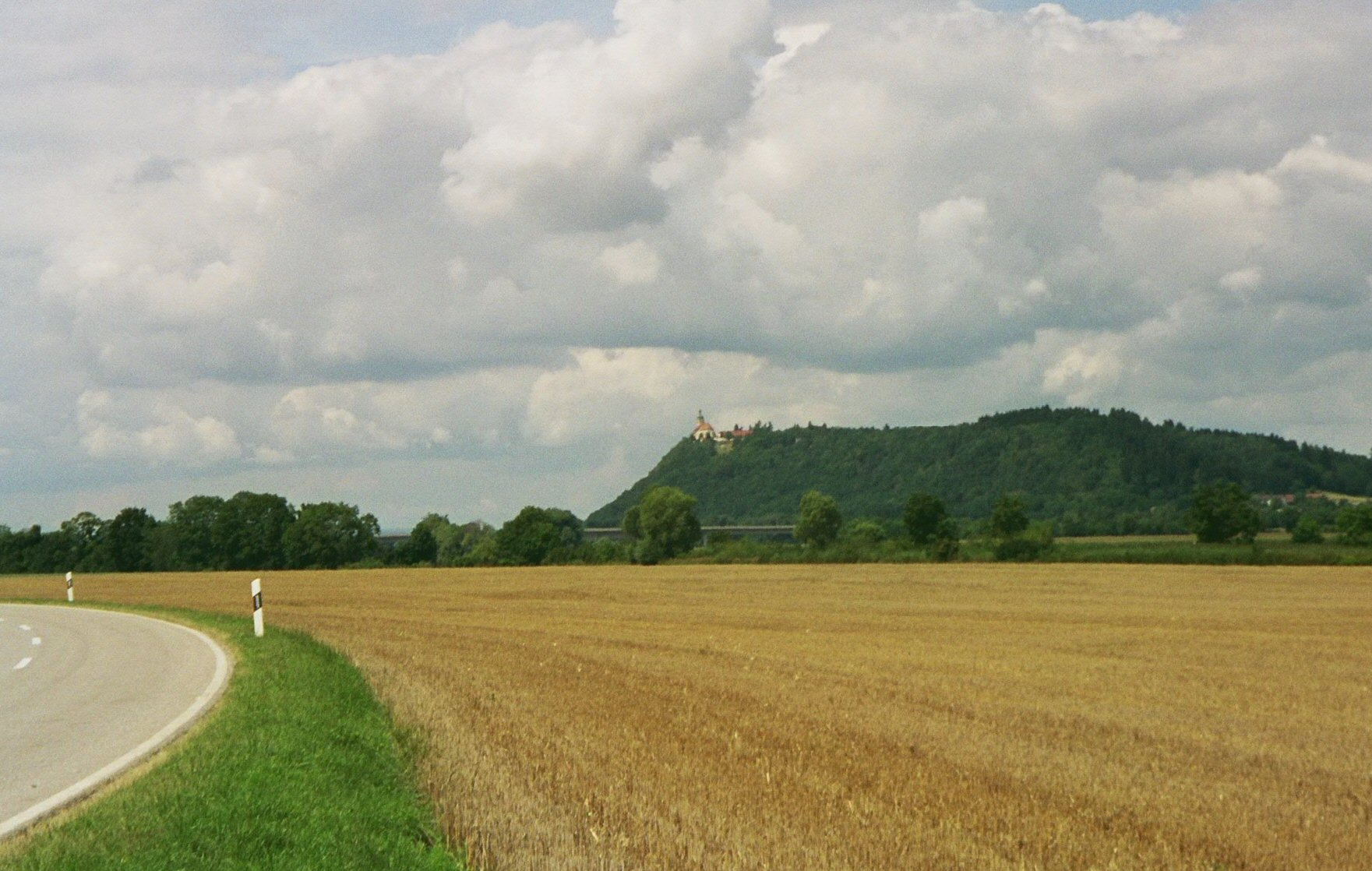
Ansicht des Bogenbergs

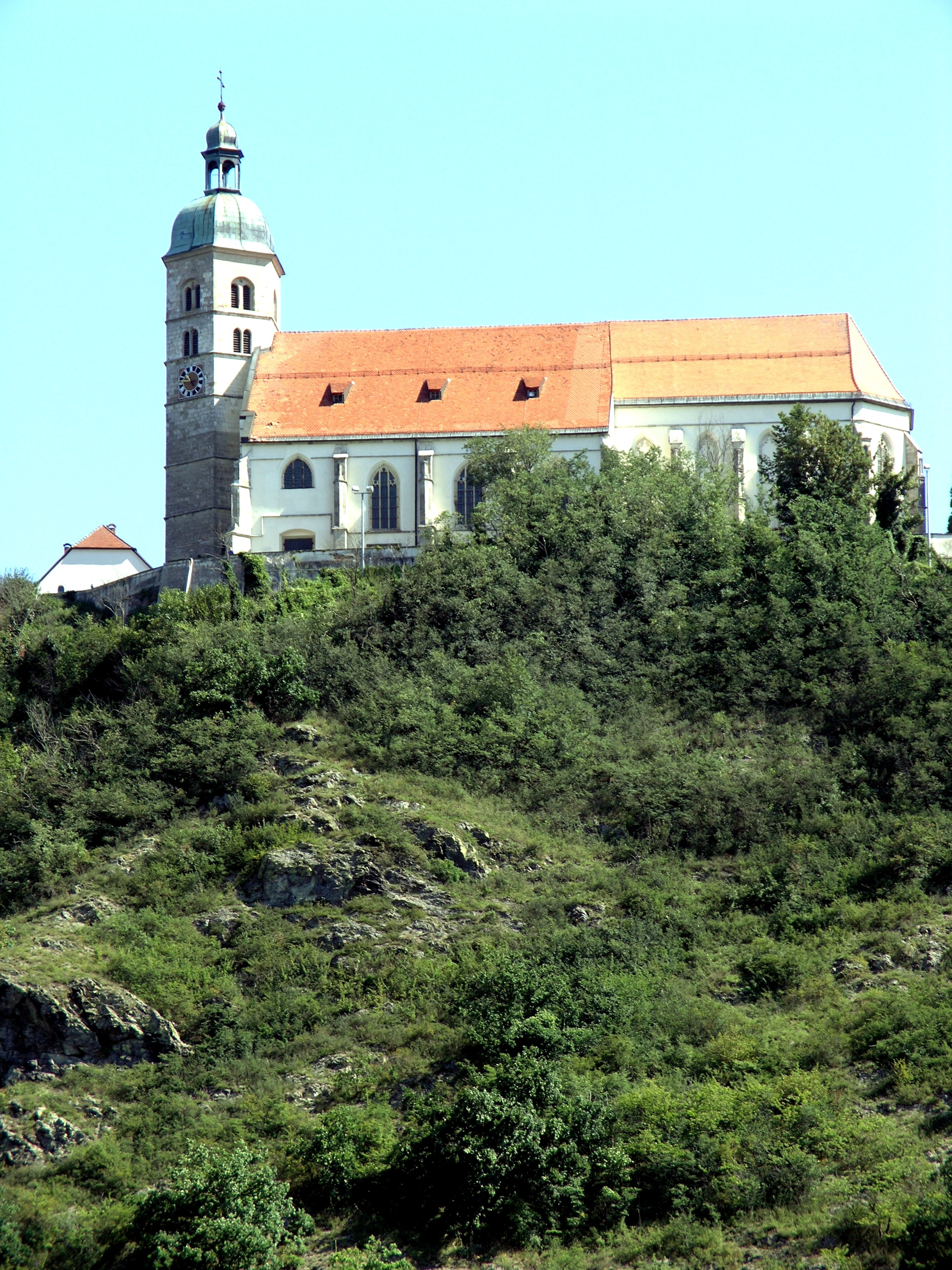
Die Wallfahrtskirche

Die Wallfahrtskirche Mariä Himmelfahrt auf dem 432 m ü. NN hohen Bogenberg nahe der niederbayerischen Stadt Bogen ist eine wichtige katholische Wallfahrtskirche im Bistum Regensburg. Sie gilt als die älteste Marienwallfahrtskirche Bayerns. Aus diesem Grund wird der 118 Meter über der Donau aufragende Bogenberg auch als Heiliger Berg Niederbayerns bezeichnet. Die spätgotische Hallenkirche wurde zwischen 1463 und 1513 erbaut. Ihre Patrozinien sind Mariä Himmelfahrt (Gedenktag: 15. August) und Kreuzauffindung (Gedenktag: 3. Mai). Die Kirche ist auch Pfarrkirche der Pfarrei Bogenberg.

## Geschichte
Um 1100 schenkten Gräfin Luitgard und Graf Albert I. dem Kloster Oberaltaich die ecclesia bogana, also die Kirche auf dem Bogenberg. Die neu gegründete Pfarrei Bogenberg wurde daraufhin dem Kloster inkorporiert, wo sie bis zur Säkularisation 1802/03 verblieb. Die erste namentliche Nennung eines Pfarrers datiert allerdings erst aus dem Jahr 1298. Im Jahr 1104 soll sich der legendäre Beginn der Wallfahrt abgespielt haben. Eine Steintafel in der Vorhalle der Kirche berichtet darüber. Demnach kam das Gnadenbild auf der Donau angeschwommen und wurde von Graf Aswin von Bogen in seiner Schlosskapelle aufgestellt. Aus der Zeit um 1112/15 datiert die Nennung eines Marienaltares auf dem Bogenberg.
1223 wurde der Bogenberg in einer Urkunde des Papstes Honorius III. als „Berg der heiligen Maria“ erwähnt. Im Jahr 1286 verlieh Bischof Bernhard von Passau Ablässe für die Pilger auf den Bogenberg, 1294 tat es ihm Bischof Enicho von Freising gleich. 1295 errichtete man eine neue, größere Kirche. In unmittelbarer Nachbarschaft erbaute das Kloster Oberalteich, das von Anfang an die Wallfahrt betreute, eine Wohnung für die Mönche, woraus später das Priorat Bogenberg wurde. Im Jahr 1358 wurde erstmals ein Prior von Bogenberg namentlich genannt.
Im Jahr 1415 zerstörte ein Blitzeinschlag die drei Glocken und die Holzteile des Kirchturms auf dem Bogenberg. Im 15. und 16. Jahrhundert erlebte die Wallfahrts einen starken Aufschwung. So entstand ab 1463 unter Prior Benedikt Behaim, der später Abt von Kloster Oberalteich wurde, der heutige, spätgotische Kirchenbau. Dieser wurde 1513 vollendet. Bereits 1507 hatte man einen neuen Pfarrhof errichtet. Aus dem Jahr 1518 datiert das erste handgeschriebene Wallfahrtsverzeichnnis, in die regelmäßige und unregelmäßige Wallfahrten der Gemeinden aus einem weiten Umkreis aufgelistet waren. Im ersten gedruckten Wallfahrtsverzeichnis von 1530/31 sind 149 regelmäßige und 91 unregelmäßige Wallfahrten verzeichnet. Es wird von bis zu 25.000 Pilgern jährlich berichtet. Aus der Zeit um 1520 datiert außerdem die älteste bekannte Nachbildung des Bogenberger Gnadenbildes, von 1619 das erste kleine Andachtsbild zur Wallfahrt, ein Augsburger Kupferstich.
1592 kam es erneut zu einem Blitzeinschlag im Kirchturm, wobei alle Glocken zerschmolzen. Nach erfolgtem Wiederaufbau stiftete Herzog Maximilian I. einige Jahre später eine neue, größere Glocke für die Wallfahrtskirche. In den Jahren 1629/30 wurde der Pfarrhof ausgebaut. Nur wenige Jahre später, nämlich 1633/34, kam es auf dem Bogenberg zu schweren Verwüstungen infolge des Dreißigjährigen Krieges. Dabei wurde auch das Gnadenbild zerbrochen. Anscheinend wurde es jedoch zügig restauriert und um die Mitte des 17. Jahrhunderts mit einem aufgemalten Ährenkleid verziert. Aus dem Jahr 1645 datiert die älteste Beschreibung des Gnadenbildes in einem Mirakelbuch, aus dem Jahr 1659 die älteste gedruckte Beschreibung der Wallfahrt in lateinischer Sprache.
1652 zerstörten erneut Blitz und Feuer den Kirchturm mitsamt dem Geläut. Bereits im Folgejahr 1653 konnten jedoch fünf neue Glocken beschafft werden. Diese bilden bis heute das Geläut der Wallfahrtskirche. In der Zeit um 1670/75 wurde der Pfarrhaus von Grund auf neu errichtet. Gegen Ende des 17. Jahrhunderts wurde ein Kreuzpartikel, den der letzte Graf von Bogen, Albert IV., 1238 nach Oberaltaich gebracht hatte, auf den Bogenberg übertragen.
Von 1722 bis 1730 erfolgte unter Abt Dominicus Perger von Oberaltaich eine Neugestaltung der Kirche im Stile des frühen Rokoko. Besonders die Ausstattung der Kirche wurde dabei erneuert. Sie erhielt unter anderem neun neue Altäre und zwei neue Orgeln. 1735 wurden Turmkugel und -kreuz erneuert. 1738 erhielt ein neues schmiedeeisernes Chorgitter, das 1898 entfernt wurde, 1748/49 eine Kommunionbank aus rotem Marmor. 1763 erfolgte erstmals eine Ausmalung der Sakristei durch den Straubinger Maler Felix Hölzl. Diese Fassung wurde 1930 und 1999 restauriert.
1802/03 wurde im Zuge der Säkularisation das Priorat der Benediktiner von Oberaltaich auf dem Bogenberg aufgehoben. Die Kapelle St. Jakob wurde abgetragen und die Wallfahrt kam zum Erliegen. Außerdem wurden 1803 bei einem Großbrand der Pfarrhof sowie die Alexius- und Michaeliskapelle zerstört. Fortan war Bogenberg eine weltliche Pfarrei. Die Wallfahrt dorthin setzte rasch wieder ein. Bereits 1816, als das 700-jährige Wallfahrtsjubiläum von 1804 nachgeholt wurde, kamen bereits wieder 28.000 Pilger auf den Bogenberg. Zu den Spitzenzeiten in der Mitte des 18. Jahrhunderts waren es rund 35.000 Wallfahrer gewesen. Auch deshalb versahen die Benediktinerpatres noch bis 1822 die Wallfahrtsseelsorge. Im Anschluss daran verrichteten bis 1844 zwei ehemalige Franziskaner ihren Dienst auf dem Bogenberg, danach wurden Weltpriester als Wallfahrtsseelsorger eingesetzt.
Im Zeitraum zwischen 1870 und 1887 wurde die Wallfahrtskirche im Sinne der Bestrebungen des Historismus regotisiert. Dabei wurden unter anderem die Frührokokoaltäre entfernt und neugotische Altäre ersetzt, alle Fresken übermalt und das Gewölbe mit Rippen versehen. Im Jahr 1923 wurde der Markt Bogen zur Pfarrei erhoben und somit von der Pfarrei Bogenberg abgespalten. 1947/48 fand eine Innenrenovierung der Wallfahrtskirche statt. Nur wenige Jahre später, zwischen 1954 und 1961, wurde die neugotische Ausstattung entfernt und durch barocke Ausstattungsstücke ersetzt. 1962 konnte im ehemaligen Pfarrstadel das Kreis- und Heimatmuseum eröffnet werden; es wurde 2009 nach einer Umgestaltung wieder eröffnet.
Im Jahr 1979 wurde erneut eine Innenrenovierung mit einfacher Fassung der Raumschale durchgeführt. 1992/93 stand die nächste Innenrenovierung an. Hierbei wurde das Hauptaugenmerk auf die Säuberung und Restaurierung der barocken Ausstattung gelegt. Noch bis 1999 zog sich die Restaurierung einiger barocker Tafelbilder hin. Außerdem wurde 1994 eine neue Rieger-Orgel in das barocke Gehäuse eingebaut. 1995 bis 1997 wurde eine Kerzenkapelle erbaut, 1998/99 die Sakristei renoviert. In den Jahren 2001/02 erfolgte die vorerst letzte Außenrenovierung der Wallfahrtskirche. Im Jahr 2008 wurde ein barrierefreier Zugang zur Wallfahrtskirche erstellt. 2012/13 wurde das alte Schulhaus auf dem Bogenberg abgerissen und durch einen Neubau ersetzt, in dem seither das neue Pfarrheim der Pfarrei Bogenberg untergebracht ist. Zur gleichen Zeit erfolgte eine Sanierung des Kirchturms.
Nach dem Zweiten Weltkrieg hatte sich zunächst das Kloster Windberg um die Wallfahrt angenommen, bevor wieder Weltpriester eingesetzt wurden. 2009 beendete Monsignore Konrad Schmidleitner nach 31 Jahren seine Tätigkeit als Wallfahrtspfarrer auf dem Bogenberg. In der Folge konnten jedoch die Franziskaner-Minoriten für die Seelsorge gewonnen werden. Für sie wurde 2011 das Pfarrhaus generalsaniert und zum Kloster umgebaut. Am 17. Juni 2012 segnete Weihbischof Reinhard Pappenberger das Kloster Bogenberg und verlas das Errichtungsdekret des Bischofs von Regensburg für das Kloster. Seitdem sind die Patres für die Wallfahrer auf dem Bogenberg und die Betreuung der zugehörigen Pfarrei zuständig. Die Klostergemeinschaft ist zur Zeit fünfköpfig, bestehend aus dem Wallfahrtspfarrer und vier Mitbrüdern (Stand 2020).
Heute existieren über 30 regelmäßige Wallfahrten auf den Bogenberg, die meisten davon in den Monaten Mai und Juni bzw. um die Festtage Christi Himmelfahrt und Pfingsten herum.

## Umgebung

### Kreismuseum Bogenberg
Im ehemaligen Pfarrstadel aus dem 19. Jahrhundert ist das Kreismuseum Bogenberg untergebracht. Träger ist der Landkreis Straubing-Bogen. Im Rahmen der Dauerausstellung werden unter anderem die Geschichte der Wallfahrt auf den Bogenberg und die Entstehung des bayerischen Rautenwappens thematisiert.

### Brunnen
An der anderen Seite der Mauer, die sich vor dem Haupteingang der Kirche befindet, ist ein Brunnen zu sehen. Auf der Steinplatte findet man den – angeblich von Martin Luther stammenden – Spruch: „Iss was gar ist, trink was klar ist, sprich was wahr ist, lieb was rar ist“. Dieser findet sich dreizeilig auch an der Veitskirche in Bad Kötzting.

## Die Kirche

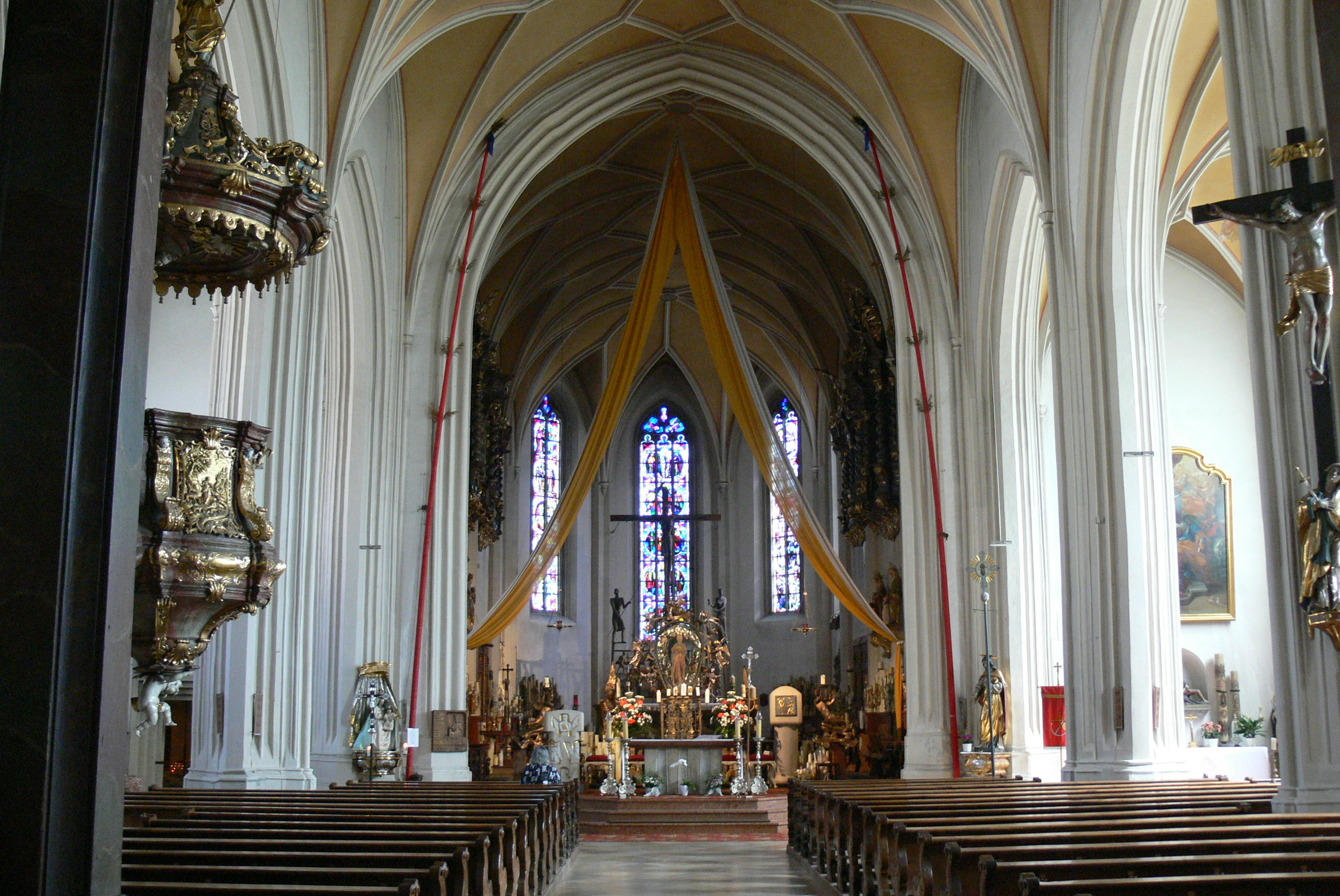
Wallfahrtskirche von innen

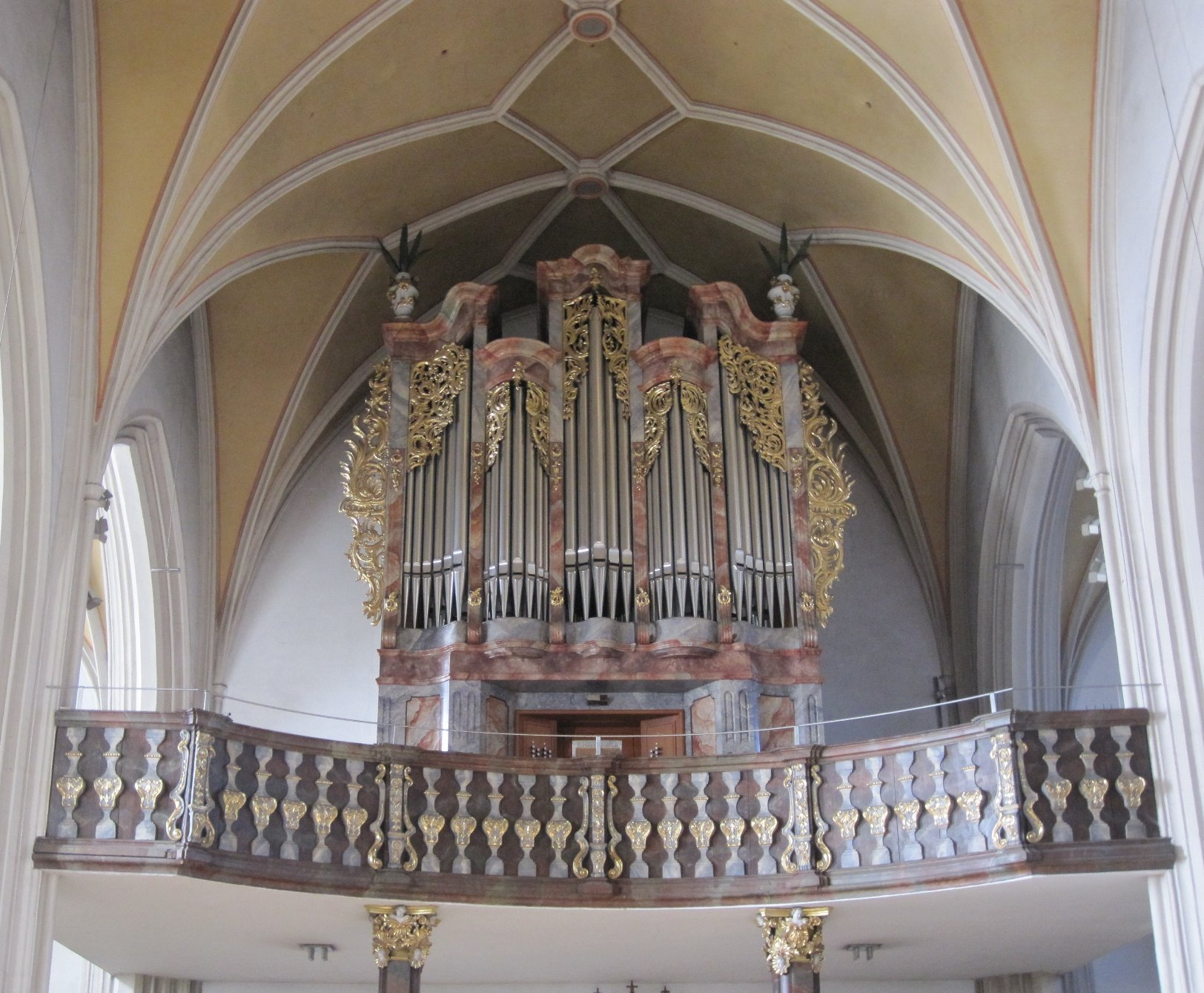
Orgelprospekt

Es handelt sich um eine dreischiffige, 48 Meter lange, 25 Meter breite und 16 Meter hohe Hallenkirche mit erhöhtem Mittelschiff. Der eingezogene Chor führt die Breite des Mittelschiffes fort.
In der Kirche befinden sich zwei Gnadenbilder. Auf dem 1960 von Roland Friedrichsen geschaffenen Gnadenaltar steht eine bekleidete steinerne Figur aus dem frühen 15. Jahrhundert, eine seltene Darstellung der schwangeren Maria. Sie stand bis 1954 auf dem Hochaltar. Rechts neben dem Hochaltar steht eine steinerne Madonnenstatue aus dem 13. Jahrhundert, die wohl ursprünglich als Gnadenbild diente und bis 1958 außen an der Südseite der Kirche aufgestellt war.
Der Hochaltar wurde 1954/60 geschaffen und ist ebenfalls ein Werk von Friedrichsen. Der Bronzeguss zeigt Christus am Kreuz und den Lanzenstich des Longinus. Die Kanzel stammt aus dem Jahr 1725. An der Westwand unter der Orgelempore befindet sich eine Gruppe der Krönung Marias von etwa 1500. Am Altar im rechten Seitenschiff findet man ein Vesperbild von etwa 1430. Der Chorraum wird auf jeder Seite von drei reich mit Schnitzereien geschmückten Oratorien bekrönt. Rechts und links vom Gnadenaltar stehen unübersehbar die beiden großen, von den Holzkirchner Wallfahrern zuletzt geopferten Pfingstkerzen.

### Orgel
Auf der Westempore erhebt sich ein mächtiger barocker Orgelprospekt von einem unbekannten Erbauer aus der Zeit um 1730. 1994 wurde ein neues Instrument durch die Firma Rieger Orgelbau eingebaut, welches zum Kirchenpatrozinium Mariä Himmelfahrt am 15. August desselben Jahres eingeweiht wurde. Die Orgel mit mechanischer Spiel- und elektrischer Registertraktur umfasst insgesamt 31 Register auf zwei Manualen und Pedal. Die Disposition lautet im Einzelnen:
| I Hauptwerk C–g3 |             |     |
| 1.               | Bordun      | 16′ |
| 2.               | Principal   | 8′  |
| 3.               | Gedackt     | 8′  |
| 4.               | Spitzflöte  | 8′  |
| 5.               | Octav       | 4′  |
| 6.               | Nachthorn   | 4′  |
| 7.               | Superoctave | 2′  |
| 8.               | Cornet V    | 8′  |
| 9.               | Mixtur V    | 2′  |
| 10.              | Trompete    | 8′  |
|                  | Tremulant   |     |

| II Schwellwerk C–g3 |                  |        |
| 11.                 | Flûte            | 8′     |
| 12.                 | Gambe            | 8′     |
| 13.                 | Voix céleste     | 8′     |
| 14.                 | Prestant         | 4′     |
| 15.                 | Flûte octaviante | 4′     |
| 16.                 | Nazard           | 2 ⁄3′  |
| 17.                 | Flûte            | 2′     |
| 18.                 | Tierce           | 1 3⁄5′ |
| 19.                 | Plein Jeu V      | 2 ⁄3′  |
| 20.                 | Basson           | 16′    |
| 21.                 | Trompette harm.  | 8′     |
| 22.                 | Hautbois         | 8′     |
| 23.                 | Clairon harm.    | 4′     |
|                     | Tremulant        |        |

| Pedal C–f1 |           |         |
| 24.        | Principal | 16′     |
| 25.        | Subbaß    | 16′     |
| 26.        | Quinte    | 10 2⁄3′ |
| 27.        | Principal | 8′      |
| 28.        | Gedackt   | 8′      |
| 29.        | Choralbaß | 4′      |
| 30.        | Bombarde  | 16′     |
| 31.        | Trompete  | 8′      |

- Koppeln mechanisch: I-II, I-P, II-P
- Koppeln elektrisch: II-P 4′
- Spielhilfen: 192-fache Setzeranlage, Tutti

## Wallfahrt

### Holzkirchener Kerzenwallfahrt

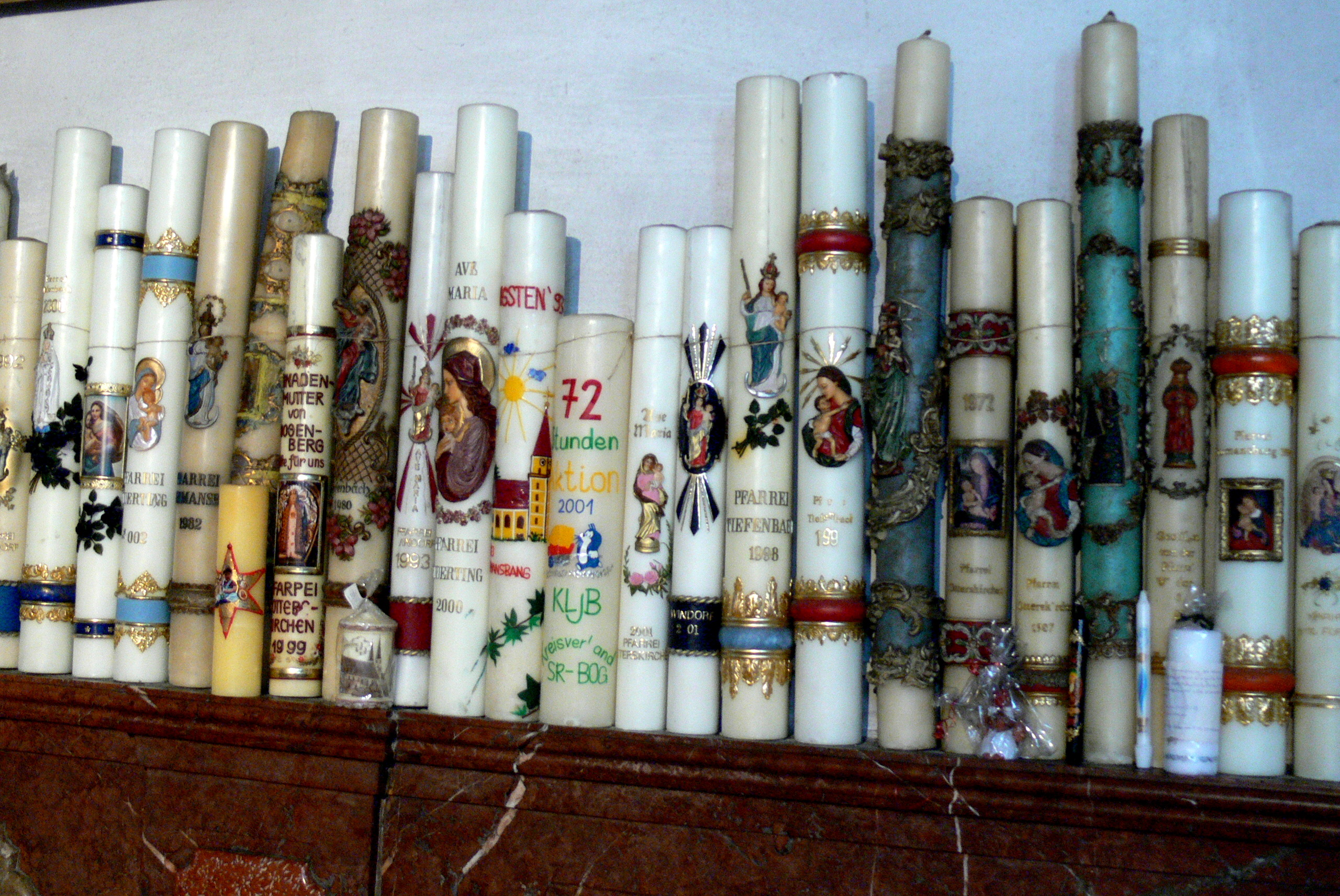
Votivkerzen in der Wallfahrtskirche

Die Wallfahrt auf den Bogenberg ist besonders durch die Pilger aus dem Ort Holzkirchen in der Gemeinde Ortenburg bekannt. Das Gelübde der Holzkirchner, der Mutter Gottes auf dem Bogenberg jedes Jahr ein Kerzenopfer darzubringen, soll der Überlieferung nach bis auf das Jahr 1475 zurückgehen. In anderen Quellen wird das Jahr 1492 als Ursprungsjahr genannt. Das Gelübde wurde aufgrund der Bedrohung der Wälder um Holzkirchen durch den Borkenkäfer abgelegt.
Seither tragen die Holzkirchner Pilger jedes Jahr am Pfingstsonntag in einem zweitägigen, etwa 75 Kilometer langen Fußmarsch eine rund 13 Meter hohe und einen Zentner (50 kg) schwere Kerze auf den Bogenberg. Sie besteht aus einer Holzstange, die mit rotem Wachs umwickelt wird. Der Transport der Kerze erfolgt zunächst liegend. Am Fuß des Berges wird die Kerze aufgerichtet und stehend zum Gipfel getragen. Immer einer der Pilger muss sie halten, alle paar Schritte wechseln sie sich ab. Wenn sie umfällt, folgt laut Volksglauben Unglück, Krieg und Not. 1913 und 1938, jeweils ein Jahr vor dem Ersten und dem Zweiten Weltkrieg, soll die Kerze umgefallen und gebrochen sein. Auf dem Bogenberg wird dann noch die Kirche umrundet. Jede der Opferkerzen bleibt zwei Jahre in der Kirche stehen.
Im Jahr 2017 wurde die Veranstaltung mit dem Heimatpreis Bayern ausgezeichnet.

### Marienwallfahrt
Der Legende nach wurde 1104 ein Marienbildnis aus Stein von der Donau bis zum Bogenberg getragen. Bald nach Errichtung einer Kapelle erlangte der Bogenberg den Ruf eines Gnadenortes. Vor allem nach dem Dreißigjährigen Krieg lebte die Wallfahrt auf; die Rosenkranzbruderschaft vom Bogenberg zählte damals rund 30.000 Mitglieder. Vielfältige Wunder wurden der Madonna vom Bogenberg zugerechnet, insbesondere Hilfe bei Unfällen und Krankheit. Bis heute ist der Bogenberg Ziel von Wallfahrten.

### Wallfahrt zum Salvator
Östlich unterhalb der Wallfahrtskirche steht die Kapelle St. Salvator. Diese wurde an einer Stelle errichtet, an der ein Junge am Karfreitag 1413 aus Versehen eine Hostie auf den Boden fallen ließ. Zunächst wurde eine hölzerne Kapelle errichtet, nach fünfzig Jahren folgte ein gotischer Rundbau.